# Gymnasium Wertingen
Das staatliche Gymnasium Wertingen liegt im bayrischen Wertingen und wird von rund 890 Schülern besucht. 1970 wurde vom Kultusministerium Bayerns einer Errichtung zugestimmt. Die Schule ist nun das größte Gymnasium im Landkreis Dillingen.

## Geschichte

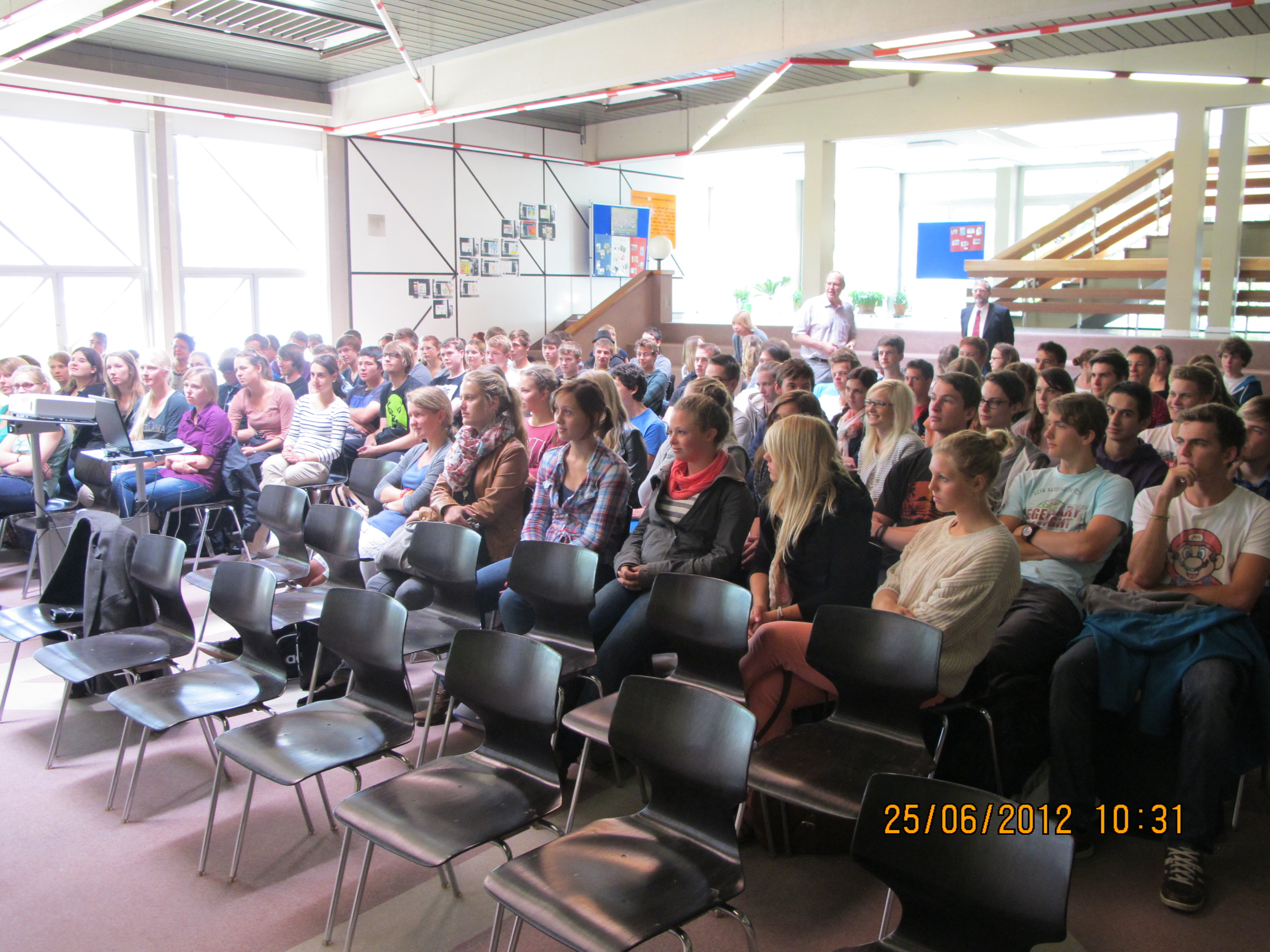
Der polnische Professor Alexander Skotnicki berichtet von Oskar Schindler

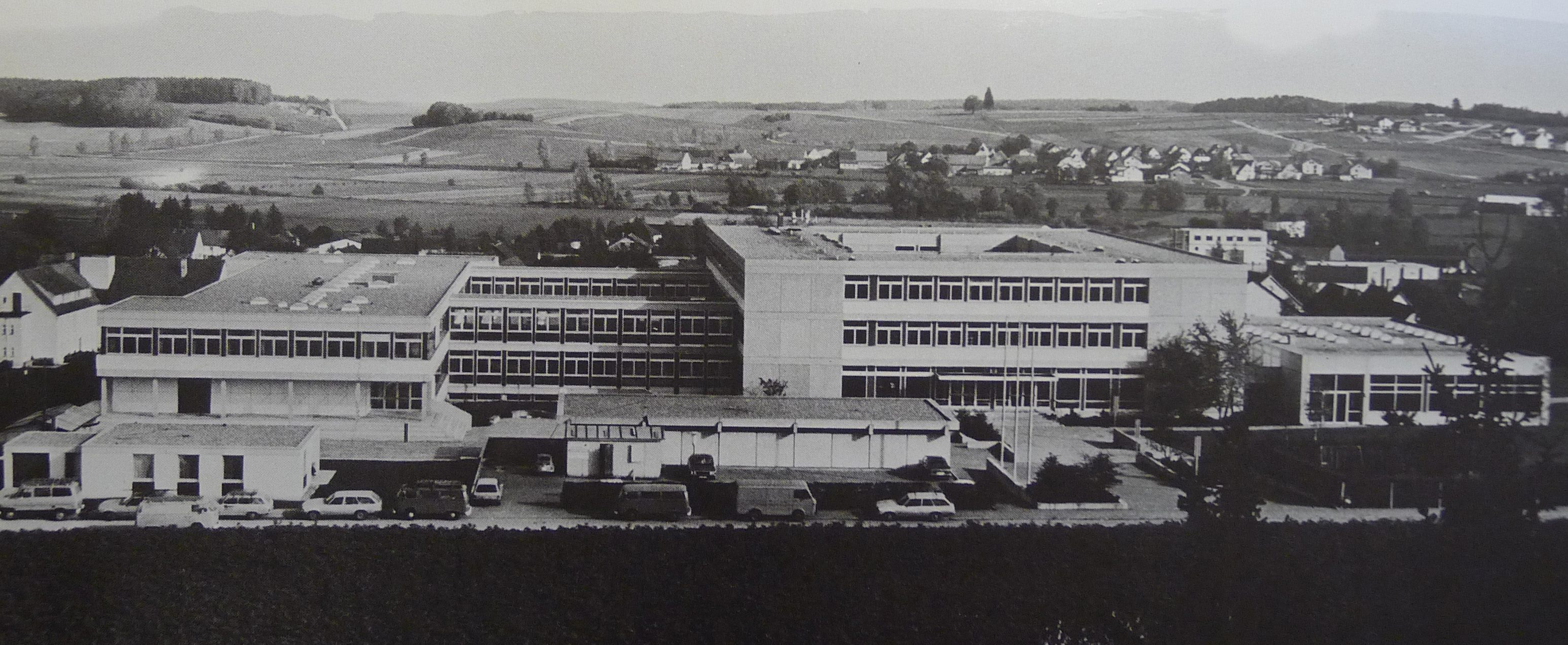
Frontansicht des Gymnasiums um 1970

Am 26. Oktober 1965 stellte der damalige Wertinger Kreistag den Antrag auf Errichtung eines mathematisch-naturwissenschaftlichen Gymnasiums, welcher am 18. März 1970 bewilligt wurde. Im Oktober desselben Jahres wurde der Schulbetrieb mit 78 Schülerinnen und Schülern aufgenommen. Angestellt waren fünf haupt- und acht nebenamtliche Lehrkräfte. Damit hatte auch der letzte verbliebene Landkreis in Bayern – Wertingen war bis zur Gebietsreform selbstständiger Kreis – ein eigenes Gymnasium. Erster Schulleiter war Werner Rehle, welcher das Konzept einer „humanen Schule“ prägte und sich im Laufe der Jahrzehnte zu einem der Leitbilder der Schule entwickelte.
Im Jahr 1972 erfolgte die Erweiterung mit einem neusprachlichen Zweig mit Englisch, Französisch und Spanisch. 1979 wurde der Schulverein gegründet und 1991 neugegründet.
Bereits von Beginn an war es allen Beteiligten wichtig, die Schule mit der Welt herum zu vernetzen. In den darauf folgenden Jahren bot die Schule Austausche mit einer Schule in Fère-en-Tardenois in Frankreich (1979) sowie der Texas City High School (1984) und der Highland Park High School Dallas (1985) in den Vereinigten Staaten an.
Im Jahr 1997 gewann die AG Tanz und Gymnastik die bayerische Meisterschaft. 1999 wurde ein eigenständiger Zweig „Europäisches Gymnasium“ im Rahmen eines Schulversuches eingerichtet. Zum Schuljahr 2003 feierte das Gymnasium seine 1500. Abiturientin. Im Schuljahr 2003/4 beteiligte sich das Gymnasium am Schulversuch „Medienintegration im Mathematikunterricht“.
Unter dem späteren Schulleiter Peter Schwertschlager begann eine lange Phase der Neugestaltung des Hauses. Über einen Zeitraum von fast einem Jahrzehnt wurden die Gebäudeteile nach und nach generalsaniert. Der Neubau im Südostflügel der Schule beherbergt seit 2006 die Fachräume für Chemie, die Räume für die Ganztagsbetreuung und die neue Mensa. Erstmals entstanden eine Pausenhalle, die Physik- und Biologietrakte und der Verwaltungsbereich.
2008 war die Schule Pilotschule im Landkreis Dillingen für das Projekt Kinder- und Jugendschutz im Internet der Time for Kids Foundation.
Seit 2009 nimmt die Schule am Modellversuch „M3 – Medienintegration im Mathematikunterricht“ teil, in dessen Rahmen ein  CAS-fähiger Taschenrechner (etwa der Casio ClassPad 300) wesentlich in den Unterricht wie auch in Prüfungen einbezogen wird.
Seit Herbst 2010 wird das Gymnasium grundlegend renoviert und modernisiert. Im November 2014 kamen die ersten Sanierungsarbeiten zum Abschluss. Mit rund 15 Millionen Euro konnte der Bauherr, der Landkreis Dillingen, den Kostenrahmen einhalten. Zuschüsse des Freistaats, des Bundes und des Bezirks konnten die finanzielle Last erträglicher machen.

## Auszeichnungen
Seit 2009 trägt die Schule den offiziellen Namen „Schule ohne Rassismus – Schule mit Courage“.
Mit der Schülerzeitung Echo besitzt die Schule eine der am meisten ausgezeichneten Schülerzeitungen in Deutschland. Sie wurde mehrmals bayerischer Sieger und nahm an zahlreichen Bundesentscheiden teil.
2011 wurde es als eines von 15 Gymnasien vom Bayerischen Staatsministerium für Unterricht und Kultus als Referenzschule für Medienbildung und im selben Jahr auch als MINT-Zukunft-schaffen-freundliche Schule ausgezeichnet, weil sich die Schule am bundesweiten Projekt SINUS zur qualitativen Verbesserung des naturwissenschaftlichen Unterrichtes beteiligt und Laptopklassen eingeführt hat, in der Oberstufe Computer-Algebra-Systeme einsetzt und für den Europäischen Computerführerschein ICDL ausbildet und prüft.
Mit dem deutschen Lehrerpreis und Lehrer des Jahres 2012 wurde Christoph Werth vom Gymnasium Wertingen ausgezeichnet.